# Only Women Bleed
Only Women Bleed es una canción de Alice Cooper que trata sobre una mujer casada que sufre abusos por parte de su marido. La canción llegó a estar en el puesto número 12 en Estados Unidos.

## Versiones
- Luna
- Tina Turner
- Madeleine Martin
- Tori Amos
- Elkie Brooks
- Julie Covington
- Lita Ford
- Etta James
- Favorite Angel
- Wensday
- Guns n Roses

- Datos: Q3033326